# Попадья (гора)
Попадья (укр. Попадя) — горная вершина в Украинских Карпатах, в массиве Внутренние Горганы. Расположена на водоразделе верховьев рек Лимницы и Тересвы, на границе Калушского района Ивано-Франковской области и Тячевского района Закарпатской области. Северные склоны горы лежат в пределах природоохранной территории — Ландшафтного заказника Грофа, южные — в пределах Брадульского заказника. Высота Попадьи 1740 г. Распространены каменные осыпи. На склонах — еловые и буково-еловые леса, в привершинной части — кустарниковое криволесье.
На горе сохранились пограничные столбцы, обозначающие линию границы между Польшей и Чехословакией, которая проходила здесь до 1939 года.
Северо-западнее Попади расположена гора Малая Попадя (1597 м), на север — Паренки (1735 м), чуть дальше и правее — Грофа (1748 м), на восток — Студенец (1600 м) и за ним Сивуля (1836 м) .
Ближайший населенный пункт — село Осмолода.
- Попадя
- Пограничный столб польско-чехословацкой границы
- Окопы на Попади (с I мировой войны)